# Mun In-Guk
Mun In-Guk, född 29 september 1978, är en nordkoreansk fotbollsspelare som för närvarande spelar för April 25 och det nordkoreanska fotbollslandslaget.